# 第9次西成暴動
第9次西成暴動（だい9じにしなりぼうどう）とは、1970年（昭和45年）12月30日に大阪府大阪市西成区のあいりん地区（通称釜ヶ崎）で発生した日雇い労働者による暴動事件。「第9次釜ヶ崎暴動」ともいう。

## 事件の発端
大阪万博の特需が終わり、日雇い労働者の就労状況は日増しに悪くなり始めた。そして年末年始が重なり、事件直前には求人数はかなり激減していた。

## 事件の概要
1970年12月30日午前6時30分頃、あいりん地区内の愛隣総合センター前に1台の土建会社のマイクロバスが到着した。日雇い労働者が大勢押し寄せ、たちまちマイクロバスは満員となった。マイクロバスに乗れなかった日雇い労働者は、そのマイクロバスを取り囲んで騒ぎ始めた。
群衆は二手に分かれ、第一群はそのまま愛隣総合センターに突入した。群衆は中にいた職員を監禁状態にして、求人数が少ないことを迫った。一時間後、西成警察署から警察官が派遣され、職員を救出すると、群衆は室内の石油ストーブを倒し、放火して詰所を全焼させた。
第二群は新今宮駅に向かい、その途上で時計店を略奪したり、民家の窓ガラスを割ったりするなどの騒ぎを起こした。